# Punta Margherita (Grandes Jorasses)
La Punta Margherita (Pointe Marguerite in francese - pron. fr. AFI: [pwɛ̃t maʁɡəʁit]) (4.066 m s.l.m.) è una vetta delle Grandes Jorasses nel Massiccio del Monte Bianco.

## Caratteristiche

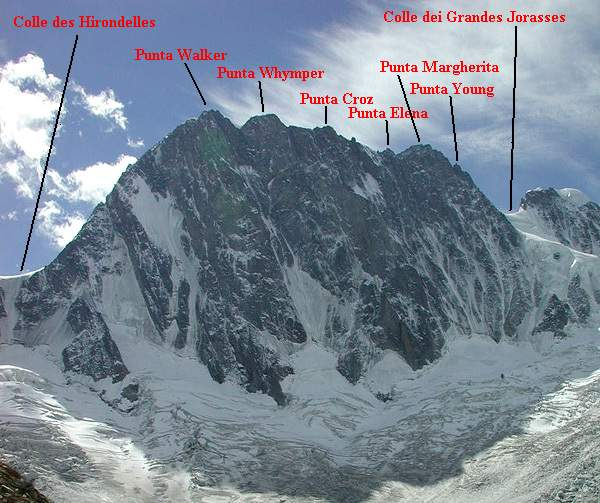
Versante nord (francese) delle Grandes Jorasses con indicata la Punta Margherita.

La vetta si trova lungo la frontiera tra l'Italia e la Francia tra la Punta Elena (ad est) e la Punta Young (ad ovest).
Prende il nome da Margherita di Savoia, alla quale fu dedicata dal nipote Luigi Amedeo di Savoia-Aosta.

## Salita alla vetta
La prima ascensione fu compiuta il 22 agosto 1898, insieme a quella alla vicina Punta Elena, da Luigi Amedeo di Savoia-Aosta con le guide di Courmayeur Joseph Petigax, Laurent Croux e Félix Ollier.